# Heinrich Ludwig Ernst von Schimmelmann
Heinrich Ludwig Ernst von Schimmelmann (født 10. september 1743 i Gross Luckow, Forpommern, død 4. december 1793 i København), kendt som Ludwig Schimmelmann, var generalguvernør i Dansk Vestindien 1784-1787.

## Levnedsløb
Ludwig Schimmelmann var søn af konsistorialråd Jacob Schimmelmann (broder til grev Heinrich Carl von Schimmelmann) og Margrethe Sabine f. Neye. Han blev fødtes i Gross Luckow, hvor faderen var præst. Som ung kom han i lære som handelsmand i sin rige onkels forretning, først i Hamborg og 1765 i København, hvor han var hovedbogholder for sin onkel. 1768 blev Ludwig sendt til Dansk Vestindien for at bestyre de schimmelmannske plantager, hvor der arbejdede omkring 1.000 slaver.
Schimmelmann ægtede 19. september 1775 på Sankt Croix Henriette Cathrine Schäffer, født Lexmond (født 1741 i Utrecht, død 15. maj 1816 i Odense), der var datter af den hollandske generalguvernør i Kapkolonien Lexmond og enke efter justitsråden og byfogeden på Sankt Thomas Vilhelm Schäffer. Schimmelmann fik dermed både adgang til indtægterne fra hendes ejendomme og værdifulde forbindelser til den lokale overklasse af plantageejere.
Schimmelmann var allerede i 1773 midlertidig generalguvernør over øerne og blev militær kommandant på Sankt Jan og Sankt Thomas. I 1781 blev han vicegeneralguvernør og 1784-1787 generalguvernør for Dansk Vestindien. I 1780 blev han optaget i den danske adel.

### Holdning til slavernes forhold
Da Ludwigs onkel og velgører Heinrich Schimmelmann døde i 1782, overtog dennes søn Ernst Schimmelmann ledelsen af familieforetagendet, der nu blev organiseret som et fideikommis. De to fætre havde et udmærket forhold til hinanden, selvom de var uenige i spørgsmålet om slavernes status. Ernst Schimmelmann ønskede forskellige forbedringer i slavernes vilkår, som Ludwig var modstander af. Ludwig udtalte på et tidspunkt, at "”enhver, som kender negrene, ved, at de er et særlig ondt, hårdt og halsstarrigt folkefærd, som ikke lader sig regere uden trussel om hårde straffe”. Han nærmede sig dog senere reformtankerne mere.

### Sidste tid i Danmark
I 1790 rejste ægteparret Schimmelmann til København og bosatte sig i Amaliegade. Med til deres husstand bragte de slaven Emilia Regina, der havde været fru Schimmelmanns kammerpige på Sct. Croix, og dennes søn Hans Jonatan. Et par år senere købte Schimmelmann landstedet Skodsborg nord for København. Ludwig Schimmelmann døde allerede året efter, men hans hustru Henriette levede til 1816.